# 広島市道西部流通環状線
広島市道西部流通環状線（ひろしましどう せいぶりゅうつうかんじょうせん）は、広島県広島市西区内を通る道路（市道）である。

## 概要

### 路線データ
- 起点：広島市西区井口明神二丁目（広島市道観音井口線交点）
- 終点：広島市西区商工センター八丁目（広島市道観音井口線交点）
- 総延長：約4.2km

## 地理

### 通過する自治体
- 広島県
  - 広島市（西区）

### 交差する道路
- 広島市道観音井口線（広島市西区井口明神二丁目〔起点〕）
- 広島市道草津鈴が峰線（広島市西区商工センター三丁目・商工センター3丁目交差点）
- 広島市道草津沼田線（広島市西区商工センター二丁目・商工センター2丁目交差点）
- 広島市道観音井口線（広島市西区扇二丁目・扇2丁目交差点）
- 広島市道草津鈴が峰線（広島市西区草津港二丁目・草津港2丁目交差点）
- 広島市道観音井口線（広島市西区商工センター八丁目〔終点〕）

### 周辺
- 広島県立広島井口高等学校
- 商工センター
- 広島サンプラザ